# بالشتک آبی
بالشتک آبی (نام علمی: Brunonia australis) نام یک گونه از تیره پنجه‌بازان است که در مناطق زیادی از استرالیا می‌روید.